# Cajon-Pass
Der Cajon-Pass (Höhe 1151 m) ist ein Gebirgspass im US-Bundesstaat Kalifornien. Er bildet die Grenze zwischen den San Bernardino Mountains im Osten und den San Gabriel Mountains im Westen. Die Interstate 15 über den nahe gelegenen Cajon-Summit und die SR 138 über den Cajon-Pass direkt stellen die beiden Passstraßen dar, parallel zur SR 138 verläuft eine Eisenbahnstrecke über den Pass, die der Union Pacific Railroad und der BNSF Railway gehört. Verkehrstechnisch dient der Cajon-Pass somit als Verbindung zwischen dem Inland Empire und dem Central Valley einerseits und der Mojave-Wüste andererseits. Der Pass ist nach dem spanischen Ausdruck cajón benannt, was Kasten oder Schublade bedeutet. Allerdings bezieht sich der Name unmittelbar auf den spanischen Landbesitzer, der diese Gegend als Erster entdeckt hat. Unter diesem Namen wurde der Pass zuerst 1852 in einer englischsprachigen Landkarte aufgeführt.
Der Cajon-Pass verbindet die Stadt Las Vegas und den sich weiter östlich anschließenden Mittleren Westen und Osten der USA mit der Metropolregion um Los Angeles, dementsprechend hat dieser Pass eine sehr große Bedeutung für die Versorgung der Einwohner dieses Ballungsgebietes an der Pazifikküste. 

## Geografie
Zwischen den Städten San Bernardino und Palm Springs gelegen, bildet der Cajon Pass die Grenze der San Bernardino Mountains und San Jacinto Mountains. Wie der südöstlich gelegene San-Gorgonio-Pass entstand auch der Cajon-Pass durch die San-Andreas-Verwerfung.